# Jungermannia cylindrica
Jungermannia cylindrica là một loài rêu tản trong họ Jungermanniaceae. Loài này được (Stephani) S. Hatt. miêu tả khoa học lần đầu tiên năm 1944.